# Łużec
Łużec (niem. Flinsberger Kamm, 1037 m n.p.m.) – szczyt w  Górach Izerskich, położony w zachodniej części Wysokiego Grzbietu, na wschód od Stogu Izerskiego.
Zbudowany ze staropaleozoicznych gnejsów należących do bloku karkonosko-izerskiego, a ściśle do jego północno-zachodniej części - metamorfiku izerskiego.